# Tocaima
Tocaima là một khu tự quản thuộc tỉnh Cundinamarca, Colombia. Thủ phủ của khu tự quản Tocaima đóng tại Tocaima Khu tự quản Tocaima có diện tích ki lô mét vuông. Đến thời điểm ngày 28 tháng 5 năm 2005, khu tự quản Tocaima có dân số 14071 người.